# استارکراس
استارکراس (به انگلیسی: Starcross) یک روستا و محله مدنی در بریتانیا است که در Teignbridge واقع شده‌است. استارکراس ۱٬۷۸۰ نفر جمعیت دارد.